# 나카쿠비키군

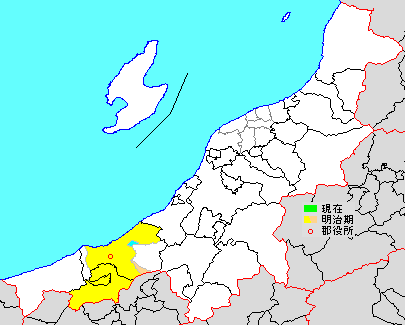
니가타현 나카쿠비키군의 범위(하늘색:후에 다른 군에서 편입한 구역 연노랑:후에 다른 군에 편입된 구역)

나카쿠비키군(中頸城郡)은 일본 니가타현에 있던 군이다.

## 군역
1879년 행정 구역으로 발족 당시의 군역은 아래 구역에 해당한다.
- 묘코시 전역
- 가시와자키시의 일부
- 조에쓰시의 대부분

## 역사
- 1879년 4월 9일 - 군구정촌 편제법이 니가타현에서 시행되면서, 구비키군의 3정 771촌에 행정 구역으로서의 나카쿠비키군이 발족.
- 1889년 4월 1일 - 정촌제 시행으로 아래의 정촌이 발족.(2정 73촌)

- 가미요네야마촌(上米山村): 현 가시와자키시
- 요네야마촌(米山村): 현 가시와자키시, 조에쓰시
- 핫사키촌(鉢崎村): 현 가시와자키시, 조에쓰시
- 가키자키촌(柿崎村): 현 조에쓰시
- 사이하마촌(犀浜村): 현 조에쓰시
- 시치카촌(七ヶ村): 현 조에쓰시
- 가타마치촌(潟町村): 현 조에쓰시
- 사이가타촌(犀潟村): 현 조에쓰시
- 야치호촌(八千浦村): 현 조에쓰시
- 기타오부케촌(北大瀁村): 현 조에쓰시
- 미나미카와촌(南川村): 현 조에쓰시
- 구비키촌(頸城村): 현 조에쓰시
- 메이지촌(明治村): 현 조에쓰시
- 아사히촌(旭村): 현 조에쓰시
- 시모쿠로카와촌(下黒川村): 현 조에쓰시
- 오데구치촌(大出口村): 현 조에쓰시
- 나카요시카와촌(中吉川村): 현 조에쓰시
- 가미요시카와촌(上吉川村): 현 조에쓰시
- 가와다니촌(川谷村): 현 조에쓰시
- 미나모토촌(水源村): 현 조에쓰시
- 구로카와촌(黒川村): 현 조에쓰시
- 구로이와촌(黒岩村): 현 조에쓰시
- 야마토촌(大和村): 현 조에쓰시
- 오쿠라촌(大倉村): 현 조에쓰시, 묘코시
- 시모이타쿠라촌(下板倉村): 현 묘코시, 조에쓰시
- 고쿠묘촌(国明村): 현 묘코시
- 돗사카촌(鳥坂村): 현 묘코시
- 하라도리촌(原通村): 현 묘코시
- 사카이촌(境村): 현 묘코시
- 묘코촌(妙高村)(제1차): 현 묘코시
- 세키가와촌(関川村): 현 묘코시
- 야시로촌(矢代村): 현 묘코시
- 나카고촌(中郷村): 현 조에쓰시
- 오사키촌(大崎村): 현 묘코시
- 산가촌(参賀村): 현 묘코시
- 세키야마촌(関山村): 현 묘코시
- 스기노사와촌(杉野沢村): 현 묘코시
- 니시고촌(西郷村): 현 묘코시
- 히다촌(斐太村): 현 묘코시
- 기타오사키촌(北大崎村): 현 조에쓰시
- 시모노고촌(下ノ郷村): 현 조에쓰시
- 다카다정(高田町): 현 조에쓰시
- 다카기촌(高城村): 현 조에쓰시
- 가스가촌(春日村): 현 조에쓰시
- 다카시촌(高志村): 현 조에쓰시
- 고쿠부촌(国府村): 현 조에쓰시
- 나오에쓰정(直江津町): 현 조에쓰시
- 다니하마촌(谷浜村): 현 조에쓰시
- 이즈미촌(和泉村): 현 조에쓰시
- 구와토리촌(桑取村): 현 조에쓰시
- 오시카촌(大鹿村): 현 묘코시
- 도요아시촌(豊葦村): 현 묘코시
- 나가사와촌(長沢村): 현 묘코시
- 미즈호촌(瑞穂村): 현 묘코시
- 미나카미촌(水上村): 현 묘코시
- 이타쿠라촌(板倉村): 현 조에쓰시
- 도요하라촌(豊原村): 현 조에쓰시
- 네고시촌(根越村): 현 조에쓰시
- 미카무리촌(箕冠村): 현 조에쓰시
- 이즈미촌(泉村): 현 묘코시
- 히라마루촌(平丸村): 현 묘코시
- 데라노촌(寺野村): 현 조에쓰시
- 미즈하라촌(水原村): 현 묘코시
- 스가하라촌(菅原村): 현 조에쓰시
- 다카시촌(高士村): 현 조에쓰시
- 이다촌(飯田村): 현 조에쓰시
- 구시이케촌(櫛池村): 현 조에쓰시
- 사토이기미노촌(里五十公野村): 현 조에쓰시
- 우에스기촌(上杉村): 현 조에쓰시
- 히다모리촌(美守村): 현 조에쓰시
- 스와촌(諏訪村): 현 조에쓰시
- 호쿠라촌(保倉村): 현 조에쓰시
- 아리타촌(有田村): 현 조에쓰시
- 산고촌(三郷村): 현 조에쓰시
- 쓰아리촌(津有村): 현 조에쓰시
- 신도촌(新道村): 현 조에쓰시
- 일부는 히가시쿠비키군 가와베촌이 됨.

- 1890년
  - 5月 - 기타오부케촌이 개칭하여 오부케촌(大瀁村)이 됨.
  - 6월 27일 - 오사키촌의 일부로 이라이촌(新井村), 일부로 오이즈모촌(小出雲村)이 분리되어 설치.(2정 75촌)
- 1892년 9월 9일 - 이라이촌이 정제 시행으로 아라이정(新井町)이 됨.(3정 74촌)
- 1901년
  - 8월 28일 - 핫사키촌·요네야마촌이 합병하여, 새로이 요네야마촌이 발족.
  - 11월 1일 - 아래의 정촌 통합이 이뤄지다. 모두 신설합병.(3정 50촌)

- 가나야촌(金谷村) ← 시모노고촌, 기타오사키촌
- 가스가촌 ← 가스가촌, 다카시촌(高志村), 고쿠부촌
- 산고촌 ← 산고촌, 다카시촌(高士村)(일부)
- 다카시촌(高士村) ← 다카시촌(高士村)(일부), 이다촌
- 다니하마촌 ← 다니하마촌, 이즈미촌(和泉村)
- 아라이정 ← 아라이정, 오이즈모촌, 오사키촌
- 히다촌 ← 히다촌, 니시고촌
- 사루하시촌(猿橋村) ← 미즈호촌, 나가사와촌
- 와다촌(和田村) ← 시모이타쿠라촌, 야마토촌, 오쿠라촌, 고쿠묘촌
- 가키자키촌 ← 가키자키촌, 사이하마촌, 시모쿠로카와촌
- 구로이와촌 ← 구로이와촌, 미나모토촌(水源村)(일부)
- 미나모토촌(源村) ← 가와다니촌, 미나모토촌(水源村)(일부), 가미요시카와촌(일부)
- 요시카와촌(吉川村) ← 나카요시카와촌, 오데구치촌, 가미요시카와촌(일부)
- 가타마치촌 ← 가타마치촌, 사이가타촌
- 오부케촌 ← 오부케촌, 미나미카와촌, 구비키촌
- 나카야마촌(名香山村) ← 묘코촌, 세키가와촌, 사카이촌(일부)
- 세키야마촌 ← 세키야마촌, 사카이촌(일부), 하라도리촌(일부)(하라도리촌의 잔여부는 존속)
- 이타쿠라촌 ← 이타쿠라촌, 도요하라촌, 네고시촌, 미카무리촌村

- 1903년 8월 14일 - 사루하시촌이 개칭하여 가미고촌(上郷村)이 됨.
- 1907년 8월 1일 - 아라이정·산가촌이 합병하여, 새로이 아라이정이 발족.(3정 49촌)
- 1908년
  - 10월 1일 - 가키자키촌·시치카촌이 합병하여, 새로이 가키자키촌이 발족.(3정 48촌)
  - 11월 1일 - 다카다정·다카기촌이 합병하여, 새로이 다카다정이 발족.(3정 47촌)
- 1911년 9월 1일 - 다카다정이 시제 시행으로 다카다시(高田市)가 되어, 군에서 이탈.(2정 47촌)
- 1934년 1월 1일 - 가키자키촌이 정제 시행으로 가키자키정(柿崎町)이 됨.(3정 46촌)
- 1950년 4월 1일 - 가미요네야마촌이 가시와자키시에 편입.(3정 45촌)
- 1954년
  - 4월 1일 - 신도촌·가나야촌이 다카다시에 편입.(3정 43촌)
  - 6월 1일 - 아리타촌·야치호촌·호쿠라촌 및 스와촌의 일부가 나오에쓰정에 편입. 나오에쓰정은 당일 시제 시행으로 나오에쓰시(直江津市)가 되어, 군에서 이탈.(2정 40촌)
  - 11월 1일 - 아라이정·야시로촌·히다촌·돗사카촌·미나카미촌·이즈미촌(泉村)·가미고촌·히라마루촌 및 와다촌의 일부가 합병하여, 아라이시(新井市)가 발족, 군에서 이탈.(1정 33촌)
- 1955년
  - 2월 1일(1정 28촌)
    - 가스가촌·스와촌·쓰아리촌·산고촌이 다카다시에 편입.
    - 와다촌의 일부가 다카다시, 잔여부가 아라이시에 분할편입.

  - 3월 1일 - 가키자키정·시모쿠로카와촌·구로카와촌·구로이와촌이 합병하여, 새로이 가키자키정이 발족.(1정 25촌)
  - 3월 31일(2정 18촌)
    - 스가하라촌·구시이케촌이 합병하여, 기요사토촌(清里村)이 발족.
    - 요시카와촌·미나모토촌 및 아사히촌의 일부가 합병하여, 요시카와정(吉川町)이 발족.
    - 아사히촌의 잔여부가가타마치촌에 편입.
    - 세키야마촌·오시카촌·도요아시촌 및 하라도리촌의 일부가 합병하여, 묘코촌(妙高村)(제2차)이 발족.
    - 하라도리촌의 잔여부가 아라이시에 편입.

  - 4월 1일 - 다니하마촌·구와토리촌이 나오에쓰시에 편입.(2정 16촌)
  - 4월 10일 - 나카야마촌이 묘코코겐촌(妙高々原村)으로 개칭.
  - 10월 1일 - 사토이기미노촌·우에스기촌·히다모리촌이 합병하여, 산와촌(三和村)이 발족.(2정 14촌)
- 1956년
  - 4월 1일 - 데라노촌이 이타쿠라촌에 편입.(2정 13촌)
  - 9월 30일(3정 10촌)
    - 미즈하라촌이 아라이시에 편입.
    - 묘코코겐촌·스기노사와촌이 합병하여, 묘코코겐정(妙高々原町)이 발족.

  - 12월 19일 - 요네야마촌이 가시와자키시에 편입.(3정 9촌)
- 1957년
  - 4월 1일 - 오부케촌·메이지촌이 합병하여, 구비키촌(頸城村)이 발족.(3정 8촌)
  - 8월 1일 - 가타마치촌이 정제 시행과 개칭으로 오가타정(大潟町)이 됨.(4정 7촌)
- 1958년)8월 1일 - 이타쿠라촌이 정제 시행으로 이타쿠라정(板倉町)이 됨.(5정 6촌)
- 1959년 11월 1일 - 다카시촌(高士村)이 高田市에 편입.(5정 5촌)
- 1969년 10월 1일 - 묘코코겐정(妙高々原町)이 개칭하여 묘코코겐정(妙高高原町)이 됨.
- 2005년
  - 1월 1일 - 가키자키정·오가타정·구비키촌·요시카와정·나카고촌·이타쿠라정·기요사토촌·산와촌이 조에쓰시에 편입.(1정 1촌)
  - 4월 1일 - 묘코코겐정·묘코촌이 아라이시에 편입. 아라이시는 당일 개칭으로 묘코시(妙高市)가 됨. 이날 나카쿠비키군은 폐지됨.

## 참고 문헌
- 《가도카와 일본 지명 대사전》 편집위원회, 편집. (1989년 9월 1일). 《가도카와 일본 지명 대사전》. 15 니가타현. 가도카와 쇼텐. ISBN 4040011503.

## 같이 보기
- 구비키군
- 히가시쿠비키군
- 니시쿠비키군